# Ptochophyle insolita
Ptochophyle insolita är en fjärilsart som beskrevs av W. Warren 1899. Ptochophyle insolita ingår i släktet Ptochophyle och familjen mätare. Inga underarter finns listade.